# Peter Ekroth
Peter Ekroth, född 2 april 1960 i Stockholm, är en svensk ishockeytränare och före detta professionell ishockeyspelare (back). Han är 2022 anställd som tränare för Kitzbüheler EC i Alps Hockey League.